# Teoría del mandato divino

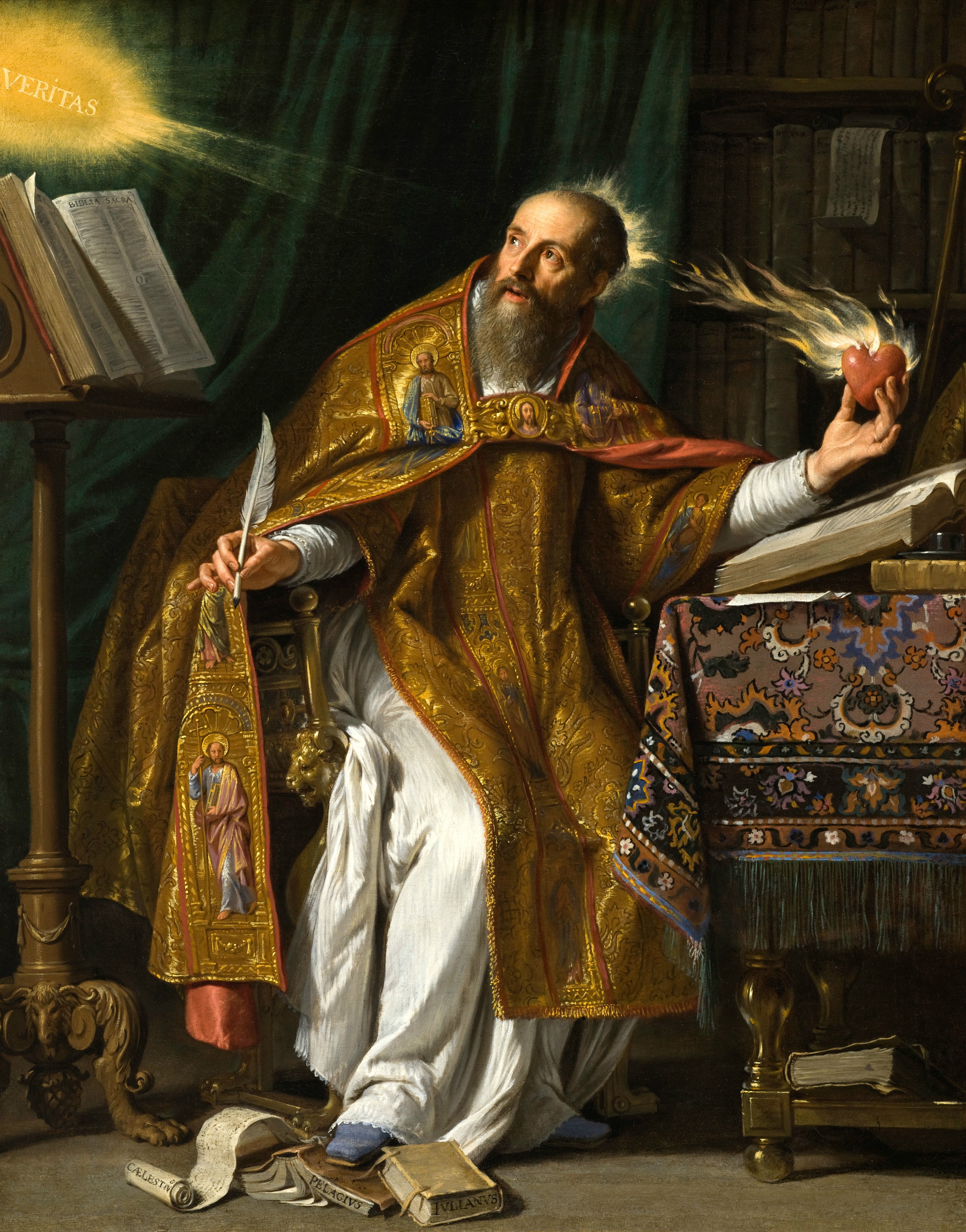
Retrato de San Agustín, defensor de la teoría del mandato divino, por Philippe de Champaigne.

La teoría del mandato divino (también conocida como voluntarismo teológico) es una teoría metaética que propone que el estatus de una acción como moralmente buena es equivalente a si está ordenada por Dios. La teoría afirma que lo que es moral está determinado por los mandamientos de Dios y que para que una persona sea moral debe seguir los mandamientos de Dios. Los seguidores de religiones monoteístas y politeístas en los tiempos antiguos y modernos a menudo han aceptado la importancia de los mandamientos de Dios para establecer la moralidad.
Se han presentado numerosas variantes de la teoría: históricamente, figuras como San Agustín, Duns Escoto, Guillermo de Ockham y Søren Kierkegaard han presentado varias versiones de la teoría del mandato divino; Más recientemente, Robert Merrihew Adams ha propuesto una "teoría del mandato divino modificada" basada en la omnibenevolencia de Dios en la que la moralidad está vinculada a las concepciones humanas del bien y del mal. Paul Copán ha argumentado a favor de la teoría desde un punto de vista cristiano, y la teoría de la motivación divina de Linda Trinkaus Zagzebski propone que las motivaciones de Dios, más que los mandatos, son la fuente de la moralidad.
Se han propuesto desafíos semánticos a la teoría del mandato divino; El filósofo William Wainwright argumentó que ser ordenado por Dios y ser moralmente obligatorio no tienen un significado idéntico, lo que, en su opinión, dificultaría la definición de la obligación. También sostuvo que, dado que la teoría del mandato divino requiere el conocimiento de Dios para la moralidad, los ateos y agnósticos no pueden ser morales; vio esto como una debilidad de la teoría. Otros han desafiado la teoría por motivos modales, argumentando que, incluso si el mandato de Dios y la moralidad se correlacionan en este mundo, es posible que no lo hagan en otros mundos posibles. Además, el dilema de Eutifrón, propuesto por primera vez por Platón (en el contexto de la religión griega politeísta), presentaba un dilema que amenazaba con resultar en la arbitrariedad moral de la moralidad misma, o con la irrelevancia de Dios para la moralidad. La teoría del mandato divino también ha sido criticada por su aparente incompatibilidad con la omnibenevolencia de Dios, la autonomía moral y el pluralismo religioso, aunque algunos estudiosos han defendido la teoría frente a estos desafíos.

## Forma general
Aunque "mandato divino" es el término estándar en la literatura, Dios se dirige a las personas de muchas maneras. Los escolásticos distinguieron entre cinco formas diferentes de la voluntad revelada de Dios, y pueden resumirse en un hexámetro dactílico latino, «Praecipit et prohibet, permittit, consultat, implet». Praecipit significa "da preceptos a". Los preceptos dicen a la gente que haga algo. Pueden incluir advertencias, amonestación o exhortación. Prohibet significa "prohíbe". Una prohibición es una orden de no hacer algo. Permittit significa "permisos". Un permiso no es una orden porque a una persona se le permite tanto hacer la cosa como no hacerla. Consultit significa "consejos". Pueden incluir consejos, instrucciones o invitaciones. Se diferencian de las órdenes en que estas últimas generalmente generan obligación y normalmente existe cierta expectativa de condena si la orden no se cumple. Finalmente, implementar significa "cumplir", que son comandos directamente efectivos. No necesitan receptores humanos que utilicen el lenguaje. Un ejemplo es "Hágase la luz", y hay luz. A veces se entiende por "orden" toda la familia de actos de habla, pero a veces sólo incluye aquellas prescripciones que generan obligación. 
Filósofos como Guillermo de Ockham (c. 1287–1347
), San Agustín (354-430), Duns Escoto (c. 1265–1308
), y Juan Calvino (1509-1564) han presentado varias formas de teoría del mandato divino. La teoría generalmente enseña que la verdad moral no existe independientemente de Dios y que los mandatos divinos determinan la moralidad. Las versiones más fuertes de la teoría afirman que el mandato de Dios es la única razón por la que una buena acción es moral, mientras que las variaciones más débiles presentan el mandato divino como un componente vital dentro de una razón mayor. La teoría afirma que las buenas acciones son moralmente buenas como resultado de un mandato divino, y muchos creyentes religiosos suscriben alguna forma de teoría del mandato divino. Debido a estas premisas, sus seguidores creen que la obligación moral es la obediencia a los mandamientos de Dios; lo que es moralmente correcto es lo que Dios desea.
La teoría del mandato divino figura en la ética de muchas religiones contemporáneas, incluido el judaísmo, el islam, el bahaísmo y el cristianismo, así como en numerosas religiones politeístas. En la antigua Atenas, los ciudadanos comúnmente sostenían que la verdad moral estaba directamente ligada a los mandatos divinos, y que la piedad religiosa era casi equivalente a la moralidad.  Aunque el cristianismo no implica la teoría del mandato divino, la gente comúnmente asocia ambas. El mandato divino puede ser una teoría plausible para los cristianos porque la concepción tradicional de Dios como el creador del universo es paralelo a la idea de que creó verdades morales. La teoría está respaldada por la visión cristiana de que Dios es todopoderoso porque esto implica que Dios crea verdades morales, en lugar de verdades morales que existen independientemente de él, lo que parece inconsistente con su omnipotencia.

### Agustín

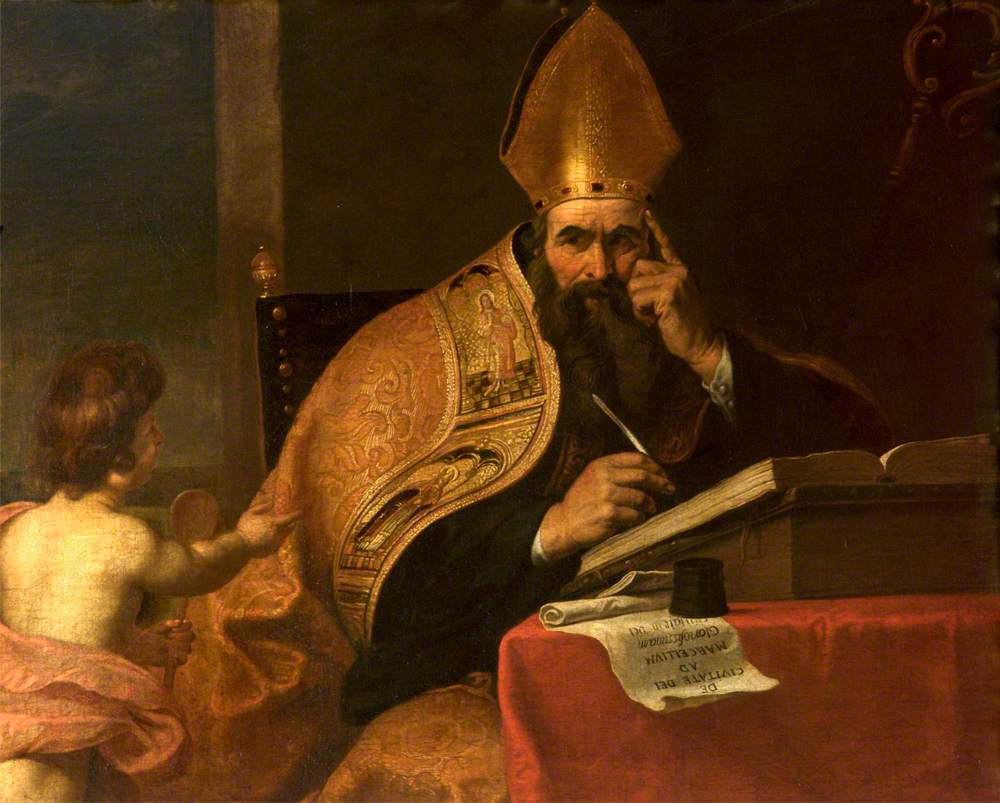
Los cuatro doctores de la Iglesia occidental, San Agustín de Hipona (354-430), Gerard Seghers.

San Agustín ofreció una versión de la teoría del mandato divino que comenzaba por presentar la ética como la búsqueda del bien supremo, que proporciona la felicidad humana. Sostuvo que para lograr esta felicidad, los humanos deben amar los objetos que son dignos de amor humano de la manera correcta; esto requiere que los humanos amen a Dios, lo que luego les permite amar correctamente lo que es digno de ser amado. La ética de Agustín proponía que el acto de amar a Dios permite a los humanos orientar adecuadamente sus amores, lo que conduce a la felicidad y la plenitud humanas. Agustín apoyó la opinión de Platón de que un alma bien ordenada es una consecuencia deseable de la moralidad. Sin embargo, a diferencia de Platón, creía que lograr un alma bien ordenada tenía un propósito más elevado: vivir de acuerdo con los mandamientos de Dios. Su visión de la moralidad era, por tanto, heterónoma, ya que creía en la deferencia a una autoridad superior (Dios), en lugar de actuar de forma autónoma.

### Tomás de Aquino
Si bien se considera generalmente que Tomás de Aquino, como teórico de la ley natural, sostiene que la moralidad no es deseada por Dios, Kelly James Clark y Anne Poortenga han presentado una defensa de la teoría del mandato divino basada en la teoría moral de Aquino. Tomás propuso una teoría de la ley natural que afirmaba que algo es moral si funciona para el propósito de la existencia humana, por lo que la naturaleza humana puede determinar qué es moral. Clark y Poortenga argumentaron que Dios creó la naturaleza humana y, por lo tanto, impuso una cierta moralidad; por lo tanto, no puede cambiar arbitrariamente lo que es bueno o malo para los humanos. Tomás llegó a reconocer en la Suma Teológica que dada la autoridad de Dios, como creador y dueño de todas las cosas, "se puede dar la muerte a cualquier hombre, inocente o culpable, sin ninguna injusticia" por mandato divino, pero esto no es contrario a la ley natural porque la muerte es natural y "es infligida por el poder divino a causa del pecado original".

### Juan Duns Scoto

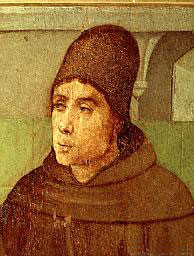
Juan Duns Scoto, quien propuso una variante de la teoría del mandato divino

El filósofo escolástico Juan Duns Scoto argumentó que las únicas obligaciones morales que Dios no podía quitarles a los humanos implicaban amar a Dios, ya que Dios es, por definición, la cosa más adorable. Escoto argumentó que la ley natural, en el sentido más estricto, contiene sólo lo que es evidentemente analíticamente verdadero y que Dios no podía hacer que estas declaraciones fueran falsas. Esto significa que los mandamientos de la ley natural no dependen de la voluntad de Dios y, por tanto, forman los tres primeros mandamientos de los Diez Mandamientos . Los últimos siete de los Diez Mandamientos no pertenecen a la ley natural en el sentido más estricto. Mientras que los deberes de la humanidad para con Dios son evidentes, verdaderos por definición e inmutables incluso por Dios, los deberes de la humanidad para con los demás (que se encuentran en la segunda tablilla) fueron arbitrariamente queridos por Dios y están dentro de su poder revocarlos y reemplazarlos (aunque, la tercera El mandamiento de honrar el sábado y santificarlo tiene un poco de ambos, ya que la humanidad está absolutamente obligada a rendir culto a Dios, pero no existe la obligación en la ley natural de hacerlo en este día o en aquel). Escoto sí señala, sin embargo, que los últimos siete mandamientos:

...están muy en consonancia con [la ley natural], aunque no se derivan necesariamente de primeros principios prácticos que se conocen en virtud de sus términos y son necesariamente conocidos por cualquier intelecto que comprenda sus términos. Y es cierto que todos los preceptos de la segunda tabla pertenecen a la ley natural en este segundo sentido, ya que su rectitud está muy en consonancia con los primeros principios prácticos que se conocen necesariamente.

Escoto justifica esta posición con el ejemplo de una sociedad pacífica, señalando que la posesión de propiedad privada no es necesaria para tener una sociedad pacífica, pero que "aquellos de carácter débil" serían más fácilmente pacíficos con propiedad privada que sin ella. Por tanto, los últimos siete mandamientos pertenecen a la ley natural, pero no en el sentido más estricto, ya que pertenecen a la ley natural por rectitud más que por definición.

### Immanuel Kant
Varias figuras, entre las que se encuentra el especialista en ética R. M. Hare, han considerado que la ética deontológica de Immanuel Kant rechaza la teoría del mandato divino. La opinión de Kant de que la moralidad debería estar determinada por el imperativo categórico (el deber hacia la ley moral, en lugar de actuar por un fin específico) se ha considerado incompatible con la teoría del mandato divino. El filósofo y teólogo John E. Hare ha señalado que algunos filósofos ven la teoría del mandato divino como un ejemplo de la voluntad heterónoma de Kant: motivos además de la ley moral, que Kant consideraba no morales. El filósofo estadounidense Lewis White Beck considera que el argumento de Kant es una refutación de la teoría de que la moralidad depende de la autoridad divina. John E. Hare cuestiona este punto de vista, argumentando que la ética kantiana debe considerarse compatible con la teoría del mandato divino.

### Robert Adams

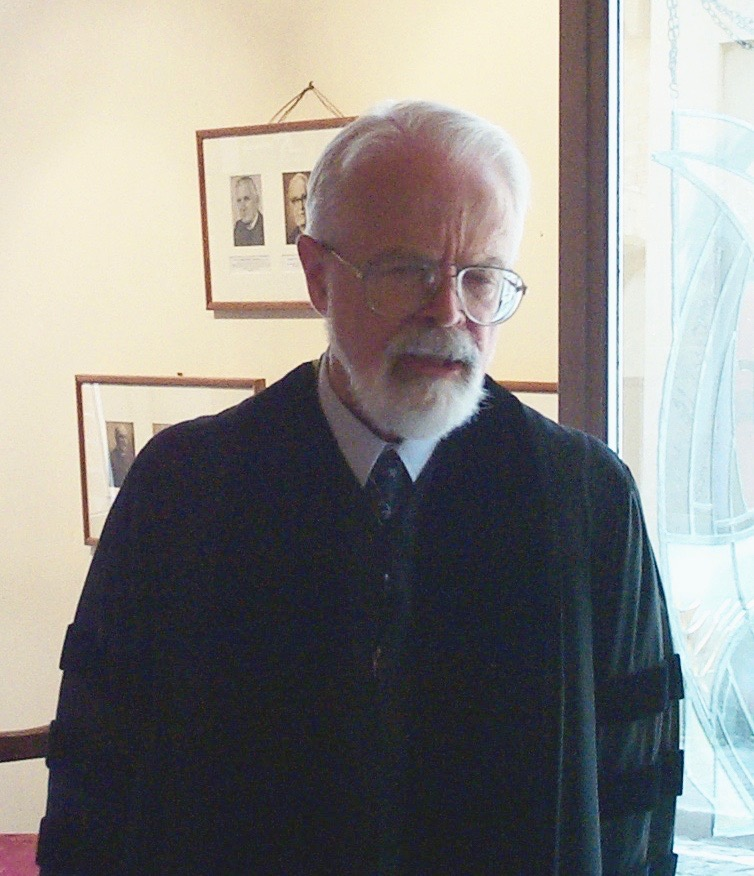
Robert Merrihew Adams propone lo que él llama una "teoría del mandato divino modificada".

El filósofo estadounidense Robert Merrihew Adams propone lo que él llama una "teoría del mandato divino modificada". Adams presenta la forma básica de su teoría afirmando que dos afirmaciones son equivalentes:
1. Está mal hacer X.
2. Es contrario a los mandamientos de Dios hacer X.[20]

Propone que los mandamientos de Dios preceden a las verdades morales y deben explicarse en términos de verdades morales, y no al revés. Adams escribe que su teoría es un intento de definir en qué consiste ser éticamente "incorrecto" y acepta que sólo es útil para quienes se encuentran dentro de un contexto judeocristiano. Al abordar la crítica de que un acto aparentemente inmoral sería obligatorio si Dios lo ordenara, propone que Dios no ordena la crueldad por sí misma. Adams no propone que sería lógicamente imposible que Dios ordenara la crueldad, sino que le sería impensable hacerlo debido a su naturaleza. Adams enfatiza la importancia de la fe en Dios, específicamente la fe en la bondad de Dios, así como en su existencia.
Adams propone que una acción es moralmente incorrecta si y sólo si desafía los mandamientos de un Dios amoroso. Si se le ordenara la crueldad, no sería amoroso; Adams argumentó que, en este caso, los mandamientos de Dios no tendrían que ser obedecidos y también que su teoría de la incorrección ética se derrumbaría. Propuso que la moralidad del mandato divino supone que los conceptos humanos del bien y del mal se cumplen con los mandatos de Dios y que la teoría sólo puede aplicarse si este es el caso.  La teoría de Adams intenta contrarrestar el desafío de que la moralidad podría ser arbitraria, ya que los mandamientos morales no se basan únicamente en los mandamientos de Dios, sino que se basan en su omnibenevolencia . Intenta cuestionar la afirmación de que un estándar externo de moralidad impide que Dios sea soberano al convertirlo en la fuente de la moralidad y su carácter en la ley moral.
Adams propone que en muchos contextos judeocristianos, el término "incorrecto" se utiliza para significar ser contrario a los mandamientos de Dios. En contextos éticos, cree que "incorrecto" implica una actitud emocional contra una acción y que estos dos usos de lo incorrecto suelen correlacionarse. Adams sugiere que el concepto de moralidad de un creyente se basa en su creencia religiosa y que el bien y el mal están ligados a su creencia en Dios; Esto funciona porque Dios siempre ordena lo que los creyentes aceptan como correcto. Si Dios ordenara lo que un creyente percibe como incorrecto, el creyente no diría que está bien o mal desobedecerle; más bien su concepto de moralidad se derrumbaría.
Michael Austin escribe que una implicación de esta teoría modificada del mandato divino es que Dios no puede ordenar la crueldad por sí misma; Se podría argumentar que esto es inconsistente con la omnipotencia de Dios. Tomás de Aquino argumentó que la omnipotencia de Dios debe entenderse como la capacidad de hacer todas las cosas posibles: intentó refutar la idea de que la incapacidad de Dios para realizar acciones ilógicas desafía su omnipotencia. Austin sostiene que imponer la crueldad por sí misma no es ilógico, por lo que no está cubierto por la defensa de Tomás de Aquino, aunque Tomás de Aquino había argumentado que el pecado es no alcanzar una acción perfecta y, por lo tanto, no es compatible con la omnipotencia.

### Teorías alternativas
Paul Copan sostiene desde un punto de vista cristiano que el hombre, hecho a imagen de Dios, se ajusta al sentido de moralidad de Dios. Por lo tanto, la descripción de las acciones como correctas o incorrectas es relevante para Dios; El sentido de una persona sobre lo que está bien o mal corresponde al de Dios.

No conoceríamos la bondad sin que Dios nos dotara de una constitución moral. Tenemos derechos, dignidad, libertad y responsabilidad porque Dios nos ha diseñado de esta manera. En esto reflejamos la bondad moral de Dios como portadores de su imagen.
Paul Copan, Passionate Conviction: Contemporary Discourses on Christian Apologetics

Como alternativa a la teoría del mandato divino, Linda Zagzebski ha propuesto la teoría de la motivación divina, que todavía encaja en un marco monoteísta. Según esta teoría, la bondad está determinada por los motivos de Dios, más que por lo que él ordena. La teoría de la motivación divina es similar a la ética de la virtud porque considera el carácter de un agente y si está de acuerdo con el de Dios como estándar para el valor moral. Zagzebski sostiene que las cosas en el mundo tienen propiedades morales objetivas, como ser amables, que les son dadas a través de la percepción que Dios tiene de ellas. La actitud de Dios hacia algo se considera una actitud moralmente buena. La teoría presenta a Dios como un buen ejemplo de moralidad, y los humanos deberían imitar sus virtudes tanto como sea posible para los seres finitos e imperfectos.

## Objeciones

### Objeciones semánticas
El filósofo William Wainwright consideró un desafío a la teoría por motivos semánticos, argumentando que "ser ordenado por Dios" y "ser obligatorio" no significan lo mismo, contrariamente a lo que sugiere la teoría. Usó el ejemplo de que el agua no tiene un significado idéntico a H
2O para proponer que "ser mandado por Dios" no tiene un significado idéntico a "ser obligatorio". Esto no era una objeción a la verdad de la teoría del mandato divino, pero Wainwright creía que demostraba que la teoría no debería usarse para formular afirmaciones sobre el significado de obligación. Wainwright también señaló que la teoría del mandato divino podría implicar que uno sólo puede tener conocimiento moral si tiene conocimiento de Dios; Edward Wierenga argumentó que, si este es el caso, la teoría parece negar a los ateos y agnósticos el conocimiento moral. Hugh Storer Chandler ha desafiado la teoría basada en ideas modales de lo que podría existir en mundos diferentes. Sugirió que, incluso si uno acepta que recibir órdenes de Dios y tener razón moral son lo mismo, es posible que no sean sinónimos porque podrían ser diferentes en otros mundos posibles.

### Motivación moral
Michael Austin ha señalado que la teoría del mandato divino podría criticarse por impulsar a las personas a ser morales con motivaciones impuras. Escribe sobre la objeción de que se debe buscar una vida moral porque se valora la moralidad, en lugar de evitar el castigo o recibir una recompensa. Este sistema de motivación de castigo y recompensa podría considerarse inadecuado.

### Dilema de Eutifrón

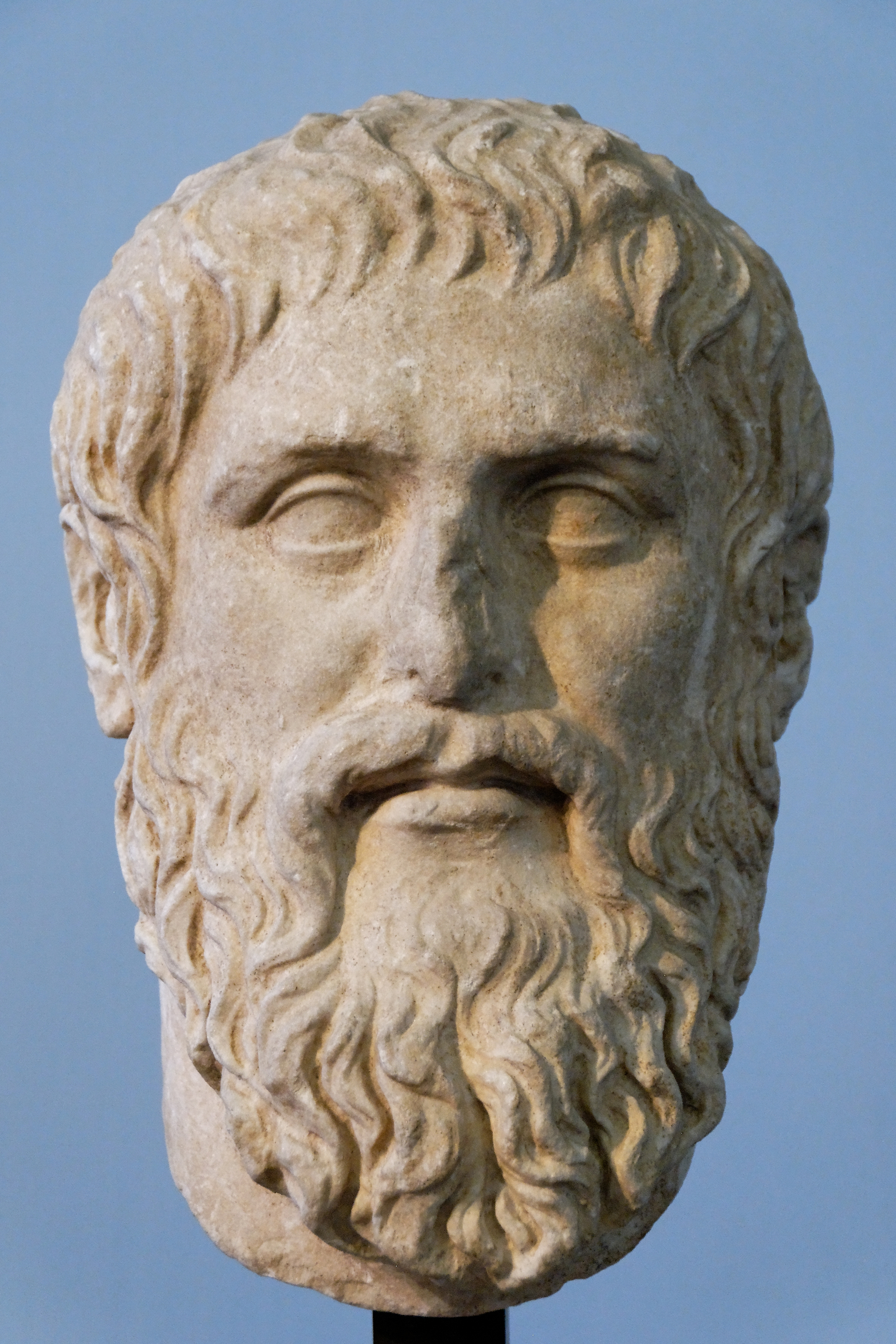
Platón presenta el dilema de Eutifrón en uno de sus diálogos.

El dilema de Eutifrón fue propuesto en el diálogo Eutifrón de Platón entre Sócrates y Eutifrón de Prospalta. En la escena, Sócrates y Eutifrón están discutiendo la naturaleza de la piedad cuando Sócrates presenta el dilema, que puede presentarse como la pregunta "¿Es X bueno porque Dios lo ordena, o Dios ordena a X porque es bueno?".

«¿Es el piadoso (τὸ ὅσιον) amado por los dioses porque es piadoso, o es piadoso debido a que es amado por los dioses?».
Platón, Eutifrón (10a)

El dilema de Eutifrón puede provocar la respuesta de que una acción es buena porque Dios la ordena, o que Dios ordena una acción porque es buena. Si se elige la primera opción, implicaría que cualquier cosa que Dios ordene debe ser buena: incluso si Él ordenara a alguien que infligiera sufrimiento, entonces infligir sufrimiento debe ser moral. Si se elige lo último, entonces la moralidad ya no depende de Dios, lo que derrota la teoría del mandato divino. Además, si Dios está sujeto a una ley externa, no es soberano ni omnipotente, lo que desafiaría la concepción ortodoxa de Dios. Los defensores del dilema de Eutifrón podrían afirmar que la teoría del mandato divino es obviamente errónea porque cualquiera de las respuestas desafía la capacidad de Dios para dar leyes morales.
Guillermo de Ockham respondió al dilema de Eutifrón "mordiendo la bala". Sostuvo que, si Dios ordenó a las personas que fueran crueles, entonces eso sería moralmente obligatorio, y propuso que la única limitación a lo que Dios puede hacer obligatorio es el principio de no contradicción. Robert Adams defendió el punto de vista de Ockham, señalando que es sólo una posibilidad lógica que Dios ordene lo que la humanidad considera inmoral, no una realidad. Incluso si Dios pudiera ordenar lógicamente estas acciones, no lo haría porque ese no es su carácter. Eleonore Stump y Norman Kretzmann han respondido al dilema de Eutifrón apelando a la doctrina de la simplicidad divina, un concepto asociado a Tomás de Aquino y Aristóteles que sugiere que la sustancia y los atributos de Dios son idénticos. Proponen que Dios y la bondad son idénticos y que esto es lo que hace que sus mandamientos sean buenos.
El filósofo estadounidense William Alston respondió al dilema de Eutifrón considerando lo que significa que Dios sea moralmente bueno. Si se acepta la teoría del mandato divino, implica que Dios es bueno porque obedece sus propios mandatos; Alston argumentó que este no es el caso y que la bondad de Dios es distinta del cumplimiento de las obligaciones morales. Sugirió que una obligación moral implica que existe alguna posibilidad de que el agente no cumpla con su obligación; Alston argumentó que esta posibilidad no existe para Dios, por lo que su moralidad debe ser distinta de simplemente obedecer sus propios mandatos. Alston sostuvo que Dios es el estándar supremo de moralidad y actúa de acuerdo con su carácter, que es necesariamente bueno. En este punto de vista no hay más arbitrariedad que aceptar otra norma moral.

### Subjetivismo divino
Filósofos como Michael Huemer y Wes Morriston plantean que los intentos de fundamentar una moral objetiva en mandatos divinos fallan porque últimamente llevan al subjetivismo moral de una entidad divina porque "la moralidad depende constitutivamente de las actitudes de un observador. El observador en este caso es muy interesante -Dios- pero observador al fin y al cabo”. Wes Morriston señala que "[s]i no podemos poner límites morales a lo que Dios podría ordenar, entonces los mandatos y preferencias divinas pueden ser arbitrarios o incluso crueles".

### Omnibenevolencia
Gottfried Wilhelm Leibniz y algunos filósofos más recientes,[¿quién?] cuestionó la teoría del mandato divino porque parece implicar que la bondad de Dios consiste en seguir sus propios mandatos.

Diciendo que las cosas no son buenas por ninguna regla de bondad, sino sólo por la voluntad de Dios, se destru- ye sin darse cuenta, me parece a mí, todo el amor de Dios y toda su gloria. ¿Por qué alabarlo por lo que ha hecho si sería igualmente loable habiendo hecho todo lo contrario?
Gottfried Leibniz, Discurso de metafísica

Se argumenta que, si se acepta la teoría del mandato divino, las obligaciones de Dios serían las que él mismo se ordenó hacer; el concepto de Dios mandándose a sí mismo se considera incoherente. Dios tampoco podría tener ninguna virtud, ya que una virtud sería la disposición a seguir sus propios mandatos; si no puede ordenarse lógicamente a sí mismo, entonces lógicamente no puede tener ninguna virtud. 
Edward Wierenga contrarresta esto afirmando que todo lo que Dios decide hacer es bueno, pero que su naturaleza significa que sus acciones siempre serán dignas de alabanza. William Wainwright sostiene que, aunque Dios no actúa según sus mandatos, sigue siendo lógico decir que Dios tiene razones para sus acciones. Propone que Dios está motivado por lo que es moralmente bueno y, cuando ordena lo que es moralmente bueno, se vuelve moralmente obligatorio.

### Autonomía
Michael Austin llama la atención sobre una objeción de la autonomía, que sostiene que la moral requiere que un agente elija libremente por qué principios vivir. Esto desafía la visión de la teoría del mandato divino de que la voluntad de Dios determina lo que es bueno porque los humanos ya no son autónomos, sino seguidores de una ley moral impuesta, lo que hace que la autonomía sea incompatible con la teoría del mandato divino. Robert Adams cuestiona esta crítica, argumentando que los humanos aún deben elegir aceptar o rechazar los mandamientos de Dios y confiar en su juicio independiente sobre si seguirlos o no.

### Pluralismo
Austin considera la opinión de que, en un mundo de pluralismo religioso, es imposible saber qué mandamientos de dios o religión deben seguirse, especialmente porque algunas religiones contradicen a otras, lo que hace imposible aceptarlas todas. Dentro de las religiones también existen diversas interpretaciones de lo que se manda. Austin señala que algunas de las respuestas a la objeción de la autonomía pueden ser relevantes, ya que un agente debe elegir la religión y la moral que considere correctas. Sostiene que la teoría del mandato divino también es consistente con la opinión de que las verdades morales se pueden encontrar en todas las religiones y que la revelación moral se puede encontrar fuera de la religión.
Heimir Geirsson y Margaret Holmgren argumentan en contra de la opinión de que diferentes religiones pueden conducir al mismo Dios porque algunas religiones son incompatibles entre sí (las religiones monoteístas y politeístas tienen visiones contrastantes de la divinidad, por ejemplo, y algunos dioses griegos o nórdicos magnificaron las debilidades humanas). Argumentan que determinar a qué dios se debe escuchar sigue siendo un problema y que, incluso dentro de una religión, existen visiones contrastantes de Dios: los mandamientos de Dios en el Antiguo y el Nuevo Testamento podrían parecer contradecirse entre sí.

### Conocimiento moral y conflictos morales
Michael Huemer considera el problema del acceso a los mandatos divinos, es decir, ¿cómo sabemos lo que Dios aprueba? La respuesta común es a través de las escrituras sagradas, pero Huemer señala ejemplos de pasajes y mandamientos en la Biblia y el Corán que entran en conflicto con losderechos humanos como: la persecución de homosexuales, la ejecución de herejes y la aceptación de la esclavitud. Si se rechazan estas acciones como inmorales entonces se rechazarían las escrituras, y si son malinterpretaciones de la palabra de Dios introducidas por humanos entonces esto "no permitiría a uno rechazar consistentemente los preceptos". Huemer concluye "el teórico del mandato divino tendría que postular algún tipo de acceso a los hechos morales independiente de nuestro conocimiento de la voluntad de Dios, lo que parecería renunciar a una de las principales ventajas de una teoría del mandato divino: es decir, su capacidad para explicar el conocimiento moral".